# Doraemon: Nobita no uchū shō-sensō
Série
Doraemon: Nobita no makai daibōken
(1984) Doraemon: Nobita to tetsujin heidan
(1986)
Pour plus de détails, voir Fiche technique et Distribution.
Doraemon: Nobita no Little Star Wars (ドラえもん: のび太の宇宙小戦争) est un film japonais réalisé par Tsutomu Shibayama, sorti en 1985.

## Synopsis
Le président d'une nation extra-terrestre pris dans une guerre interstellaire se réfugie chez Nobita.

## Fiche technique
- Titre : Doraemon: Nobita no Little Star Wars
- Titre original : ドラえもん: のび太の宇宙小戦争
- Titre anglais : Doraemon: Nobita's Little Star Wars
- Réalisation : Tsutomu Shibayama
- Scénario : Fujiko F. Fujio d'après son manga
- Musique : Shunsuke Kikuchi
- Photographie : Akio Saitō
- Montage : Kazuo Inoue
- Production : Souichi Besshi, Masami Hatano, Junichi Kimura et Yoshiaki Koizumi
- Société de production : Asahi National Broadcasting Company, Shinei Doga et Shōgakukan
- Pays :  Japon
- Genre : Animation, aventure, comédie et science-fiction
- Durée : 98 minutes
- Dates de sortie : 
  - Japon : 16 mars 1985
  - France : 6 juin 2000[réf. nécessaire]

## Doublage
- Nobuyo Ōyama : Doraemon
- Noriko Ohara : Nobita Nobi
- Kazuya Tatekabe : Takeshi Gōda
- Kaneta Kimotsuki : Suneo Honekawa
- Michiko Nomura : Shizuka Minamoto
- Sachiko Chijimatsu : la mère de Nobita
- Dai Kanai : Genbu
- Keiko Han : Papi
- Yūji Mitsuya : Rokoroko
- Yūsaku Yara : Dorakoruru
- Sumiko Shirakawa : Hidetoshi Dekisugi

## Box-office
Le film a rapporté 18,7 millions de dollars au box-office.